# Out of time (Héroes)
Out of time es el séptimo episodio de la segunda temporada de Héroes, una serie de televisión estadounidense de los géneros ciencia ficción y drama creada por Tim Kring que se emitió en la NBC en un total de cuatro temporadas desde el 25 de septiembre de 2006 hasta el 8 de febrero de 2010.

## Argumento
En este episodio, Takezo Kensei fuerza a Hiro a aspirar Opio y, después de una discusión, Takezo deja la tienda. Minutos después, Yaeko logra liberarse de sus cadenas y le quita el opio a Hiro, permitiendo que este pueda controlar sus poderes; luego, deciden marcharse. Más tarde, Hiro, todavía confiando en Kensei, se dirige a destruir las armas. En el lugar tiene que enfrentarse a Takezo y, después de una batalla de espadas, Hiro desarma a Kensei. Este, antes de que la tienda explote, le jura a Hiro que hará todo lo posible por castigarlo y hacerlo sufrir. La tienda explota y Hiro se va afuera sin Kensei. Al día siguiente Hiro le dice a Yaeko que debe regresar y Yaeko le promete que mientras tenga voz hará que la historia de Takezo Kensei se conozca como Hiro la escuchó. Ellos se besan y Hiro se marcha. En Japón, mientras Ando Masahashi está trabajando, llega Hiro, que se entera por Ando que su padre Kaito fue asesinado.
Noah Bennet está en Ucrania tomando fotos de las pinturas sobrantes hechas por el fallecido Isaac Méndez.
Peter Petrelli y Caitlin están en el 2008. Allí son sometidos por los guardias a desinfectarse. Más tarde, a Peter le es revelado que en el 2007 un virus fue liberado y acabó con toda la humanidad, y es enviado a verse con Ángela Petrelli del futuro para recordar quién es. Sin embargo, Peter sólo recuerda quién es Ángela. Finalmente, cuando este se va a casa con Ángela, encuentra a Caitlin y trata de llevarla con él, pero no tiene éxito, por lo que regresa solo. Minutos después, se topa con Adam Monroe quien es Takezo Kensei.
Matt Parkman y Nathan Petrelli llegan a la compañía y comienzan a decirle a Bob que quieren protegerlo. Bob se niega e idea un plan para detener a Maury ordenando a Mohinder Suresh y a Niki Sanders que hallen la cepa del virus para que se la inyecten a Maury, pero en el proceso, Maury toma el control de Niki y esta deja inconsciente a Mohinder Suresh, toma la muestra del virus y se dirige a la oficina de Bob. Mientras tranto, Bob le revela a Nathan que Peter sigue vivo y que necesitan detener a Adam, que es el que trata de matar a los fundadores de la compañía. Niki aparece y trata de matar a Bob, pero Nathan la conmueve y por último ella misma se inyecta el virus para salir del control de Maury. Matt Parkman trata de ayudar en la situación y Maury lo encierra en una pesadilla donde Molly le explica que allí morirán, pero luego de un terrible esfuerzo trae a su padre a la pesadilla y este ahí lo confronta. Por último, todo acaba en que Maury termina encerrado en su mundo de pesadillas gracias a Matt y sale con Molly.
Claire Bennet, quien continua su noviazgo con West, intenta decirle a su novio sobre su padre, pero es incapaz de hacerlo, y trata de olvidar el tema. Noah, entonces, regresa a su hogar y West, aterrado, trata de escapar con Claire; sin embargo, esta le dice que es demasiado tarde y que Noah es su padre. West, pensando que ella le tendió una trampa, la abandona y se va. Más tarde, Noah se entera de que Claire, aun en contra de sus reglas, tuvo un novio y luego Noah declara que Costa Verde no es un lugar seguro y Claire, molesta, le dice a su familia que si se van a ir se irán sin ella, y se marcha.

## Trivia
- Finalmente en este episodio se revela quién es Adam Monroe.
- La presentación de la serie en este episodio es verde en honor a la semana verde de la NBC.[1][2]